# Соченяты
Соченя́ты (бел. Сачаня́ты, пол. Syczynięta) — деревня в Сморгонском районе Гродненской области Белоруссии.
Входит в состав Жодишковского сельсовета.
Расположена в северной части района на реке Половойка. Расстояние до районного центра Сморгонь по автодороге — около 22 км, до центра сельсовета агрогородка Жодишки по прямой — чуть менее 1,5 км. Ближайшие населённые пункты — Дарище, Жодишки, Пиловойти. Площадь занимаемой территории составляет 0,3560 км², протяжённость границ 4250 м.
Согласно переписи население Соченят в 1999 году насчитывало 154 жителя.
Через деревню проходят местные автомобильные дороги:
- Н7951 Жодишки — Айцвилы
- Н7966 Дубатовка — Соченяты

Через населённый пункт проходит регулярный автобусный маршрут Сморгонь — Лылойти.